# Josef Spithöver
Josef Spithöver (* 11. Oktober 1813 in Sendenhorst; † 12. Januar 1892 in Rom) war ein deutscher Buchhändler in Rom.

## Leben
Als Josef Spithöver vier Jahre alt war, starb sein Vater, ein Sendenhorster Zimmermann, an Tuberkulose. Da seine Mutter mit der Versorgung der sechs Kinder überfordert war, wuchs Joseph beim damaligen Sendenhorster Bürgermeister Langen auf. In Coesfeld wurde er zum Buchbinder ausgebildet. Dieses Handwerk übte er zunächst auf Wanderschaft aus, bevor er sich Ende 1841 in Rom niederließ und im Sommer 1845 eine deutsche Buchhandlung an der Piazza di Spagna 55–56 (später 84–85) eröffnete. Als Buchhändler und Kunsthändler erwirtschaftete er dort ein Vermögen. 1862 erwarb er ein Grundstück von 7,5 Hektar am Rande des damaligen Rom auf dem Gelände der antiken Horti Sallustiani und errichtete sich dort eine Villa. Im August 1870 überließ er die Buchhandlung einem Neffen und widmete sich ganz karitativen Aufgaben.

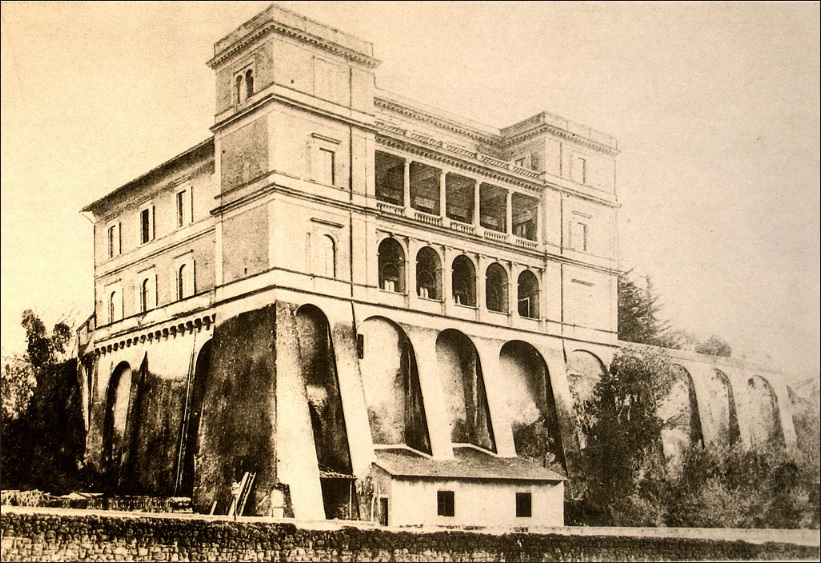
Ehemalige Villa Spithöver in Rom

Seine Geburtsstadt Sendenhorst in Westfalen litt zu jener Zeit unter Geldnot. Der Sendenhorster Pfarrer Johann Reinermann suchte Spithöver in Rom auf, um ihm zu berichten, dass sich Sendenhorst das dringend benötigte Krankenhaus nicht leisten könne. Spithöver erklärte sich bereit, eine Klinik bauen zu lassen und gab 362.000 Goldmark für den Bau des allgemeinen Krankenhauses St.-Josef-Stift. Nach zwei Jahren Bauzeit wurde das St. Josef-Stift am Westtor in Sendenhorst am 16. September 1889 eingeweiht. Spithöver stiftete weitere 300.000 Goldmark, damit bedürftige Sendenhorster kostenlos behandelt und gepflegt werden konnten.
Von Spithöver stammen Stereoaufnahmen der Sehenswürdigkeiten von Rom.
Josef Spithöver wurde dort auf dem Campo Santo Teutonico beigesetzt.